# Michaił Szein

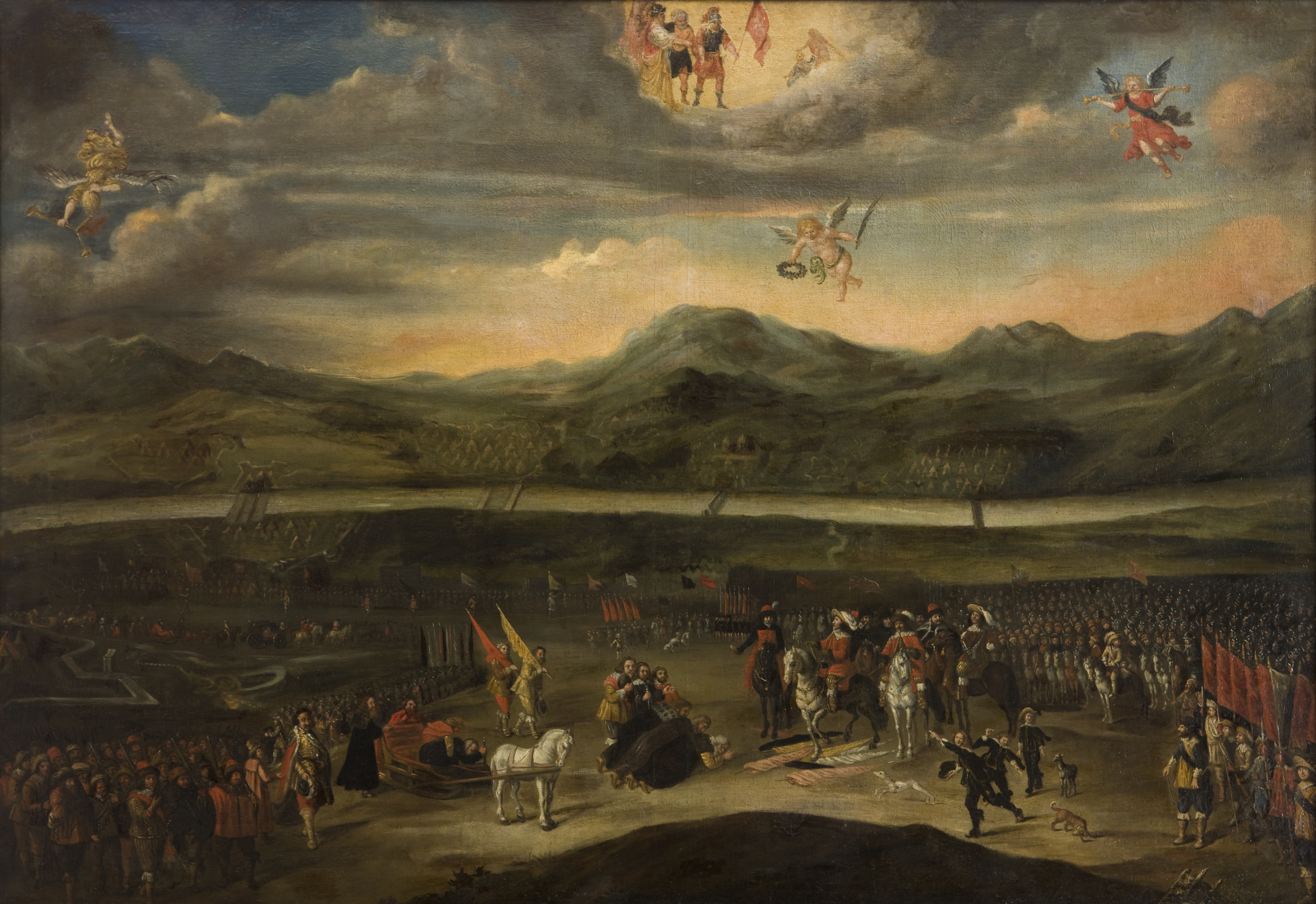
Obraz nieznanego malarza z XVII wieku Poddanie się Michaiła Szeina pod Smoleńskiem królowi Władysławowi IV Wazie w 1634 r.

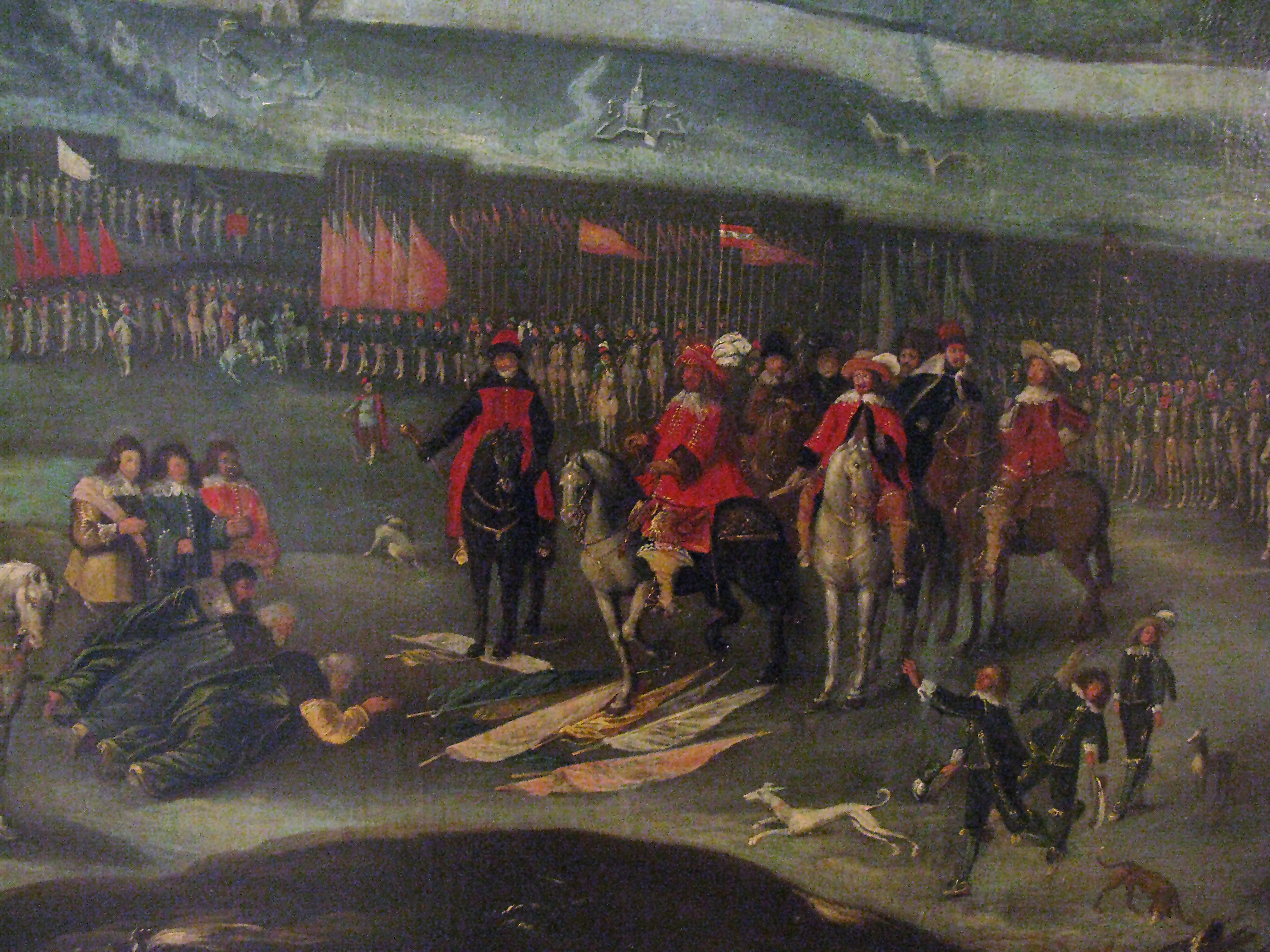
Fragment obrazu na którym widoczni są między innymi król Władysław IV Waza i Michaił Szein

Michaił Borysowicz Szein (ros. Михаил Борисович Шеин, ur. przed 1579 (?), zm. 28 kwietnia 1634) – rosyjski dowódca wojskowy.
Ojciec Michaiła Borys Szein poległ w 1579 w czasie wojny z Polską. Szein rozpoczął karierę kilkanaście lat po śmierci ojca, pod koniec panowania cara Borysa Godunowa. W roku 1600 był wojewodą w Pronsku, a później w kilku innych miastach.
W latach 1602–1603 tłumił bunty chłopskie, w latach 1606–1607 – powstanie Bołotnikowa. Za te zasługi w 1605 został podniesiony do rangi okolniczego, a w końcu 1606 lub na początku 1607 – bojara. W 1607  został wojewodą smoleńskim. Podczas wojny z Polską dowodził trwającą 21 miesięcy obroną Smoleńska przed Polakami. Po zdobyciu miasta przez Polaków w czerwcu 1611, ranny Szein dostał się do niewoli, gdzie zetknął się z patriarchą moskiewskim i całej Rusi Filaretem.
Powrócił do Rosji w 1619 i od razu został jednym z najbliższych współpracowników patriarchy Filareta i cara Michała, będąc filarem stronnictwa wojennego dążącego do odwetu na Rzeczypospolitej. Brał udział w licznych misjach dyplomatycznych. W 1628 został naczelnikiem prikazu artyleryjskiego, gdzie odpowiadał za sprzęt, amunicję i wyszkolenie puszkarzy oraz za produkcję armat i moździerzy w znajdującym się pod Moskwą puszecznym dworze (największe zakłady zbrojeniowe ówczesnej Rosji). W pracy pomagał mu szwedzki inżynier Koet.
W 1632 został nominowany na głównodowodzącego armii, która wtargnęła do Rzeczypospolitej rozpoczynając wojnę smoleńską. Po kapitulacji Rosjan (25 lutego 1634) został obwiniony o liczne błędy w sztuce wojennej i nadużycia finansowe, skazany na śmierć i stracony.

## Literatura
- Dariusz Kupisz: Smoleńsk 1632-1634, Bellona, 2001, ISBN 83-11-09282-6.